# Стара Гута (гміна Сераковиці)
Стара Гута (пол. Stara Huta) — село в Польщі, у гміні Сераковиці Картузького повіту Поморського воєводства.
Населення — 91 особа (2011).
У 1975—1998 роках село належало до Гданського воєводства.

## Демографія
Демографічна структура станом на 31 березня 2011 року:
|          | Загалом | Допрацездатний вік | Працездатний вік | Постпрацездатний вік |
| -------- | ------- | ------------------ | ---------------- | -------------------- |
| Чоловіки | 47      | 9                  | 34               | 4                    |
| Жінки    | 44      | 12                 | 24               | 8                    |
| Разом    | 91      | 21                 | 58               | 12                   |